# Čret Posavski
 Čret Posavski  falu Horvátországban Zágráb megyében. Közigazgatásilag Orle községhez tartozik.

## Fekvése
Zágráb központjától 20 km-re délkeletre, községközpontjától 5 km-re északnyugatra a Száva jobb partján fekszik.

## Története
1857-ben 54, 1910-ben 100 lakosa volt. Trianon előtt Zágráb vármegye Nagygoricai járásához tartozott. 1996-ban az újonnan alapított Orle községhez csatolták. 2001-ben a falunak 105 lakosa volt.

## Lakosság
| Lakosság változása | Lakosság változása | Lakosság változása | Lakosság változása | Lakosság változása | Lakosság változása | Lakosság változása | Lakosság változása | Lakosság változása | Lakosság változása | Lakosság változása | Lakosság változása | Lakosság változása | Lakosság változása | Lakosság változása |
| ------------------ | ------------------ | ------------------ | ------------------ | ------------------ | ------------------ | ------------------ | ------------------ | ------------------ | ------------------ | ------------------ | ------------------ | ------------------ | ------------------ | ------------------ |
| 1857               | 1869               | 1880               | 1890               | 1900               | 1910               | 1921               | 1931               | 1948               | 1953               | 1961               | 1971               | 1981               | 1991               | 2001               |
| 54                 | 57                 | 73                 | 96                 | 107                | 100                | 103                | 98                 | 82                 | 77                 | 74                 | 53                 | 52                 | 78                 | 105                |

## Külső hivatkozások
- Orle község hivatalos oldala
- Orle község rövid ismertetője